# Burweg
Burweg is een gemeente in de Duitse deelstaat Nedersaksen. De gemeente maakt deel uit van de Samtgemeinde Oldendorf-Himmelpforten in de Landkreis Stade.
Burweg telt 1.000 inwoners.
De gemeente bestaat uit de drie dorpen (Ortsteile) Burweg, Blumenthal en Bossel. Blumenthal (1 km ten zuidwesten van Burweg-dorp) heeft circa 200, en Bossel (1 km ten zuiden van Blumenthal) circa 150 inwoners. Het zijn weinig belangrijke boeren- en forensendorpen.
Door het aan de zuidoostkant van de rivier de Oste gelegen dorp loopt de spoorlijn Lehrte - Cuxhaven, maar de treinen stoppen er niet.

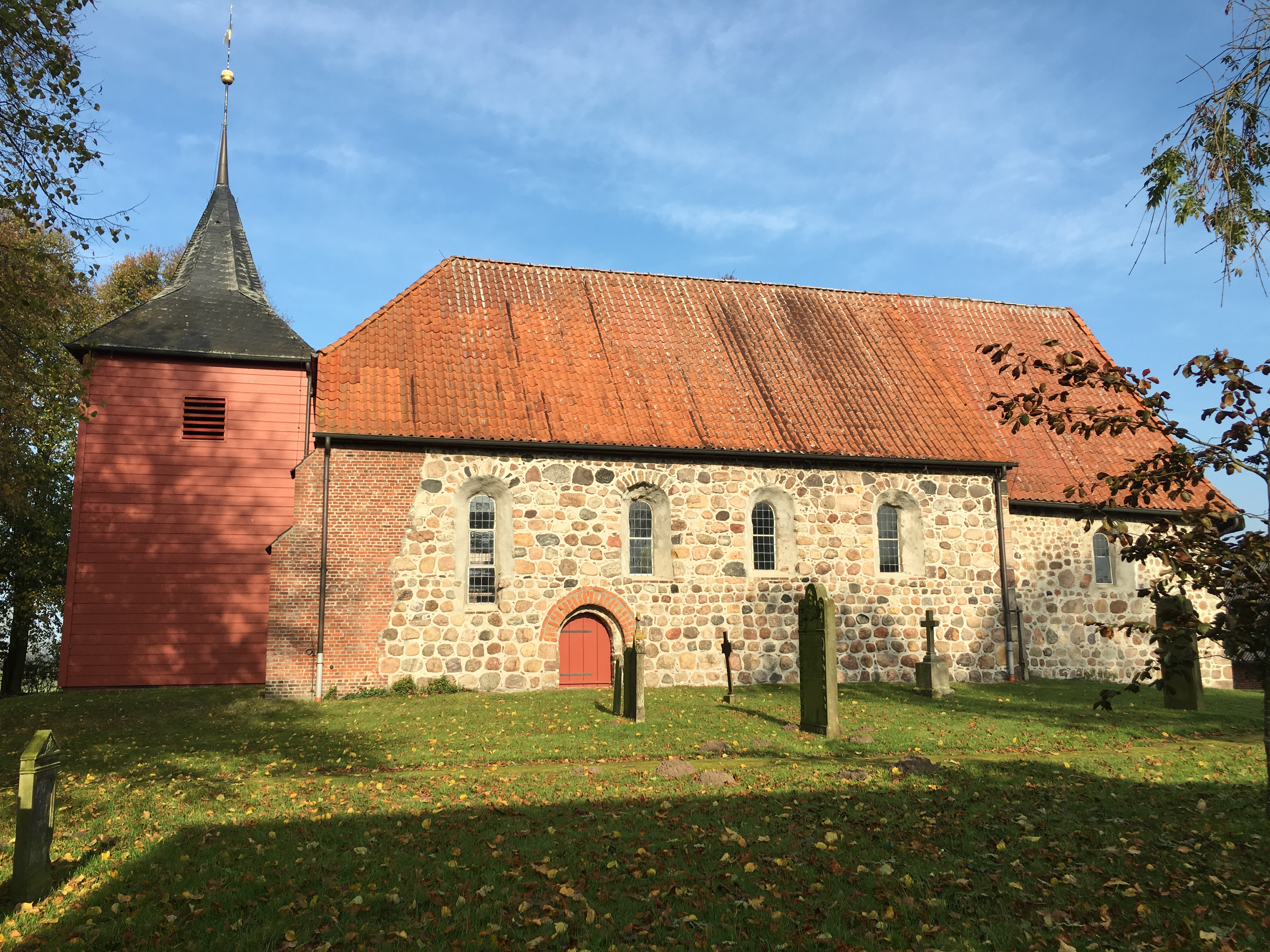
St.-Petruskerk op de Ho(r)st, Burweg
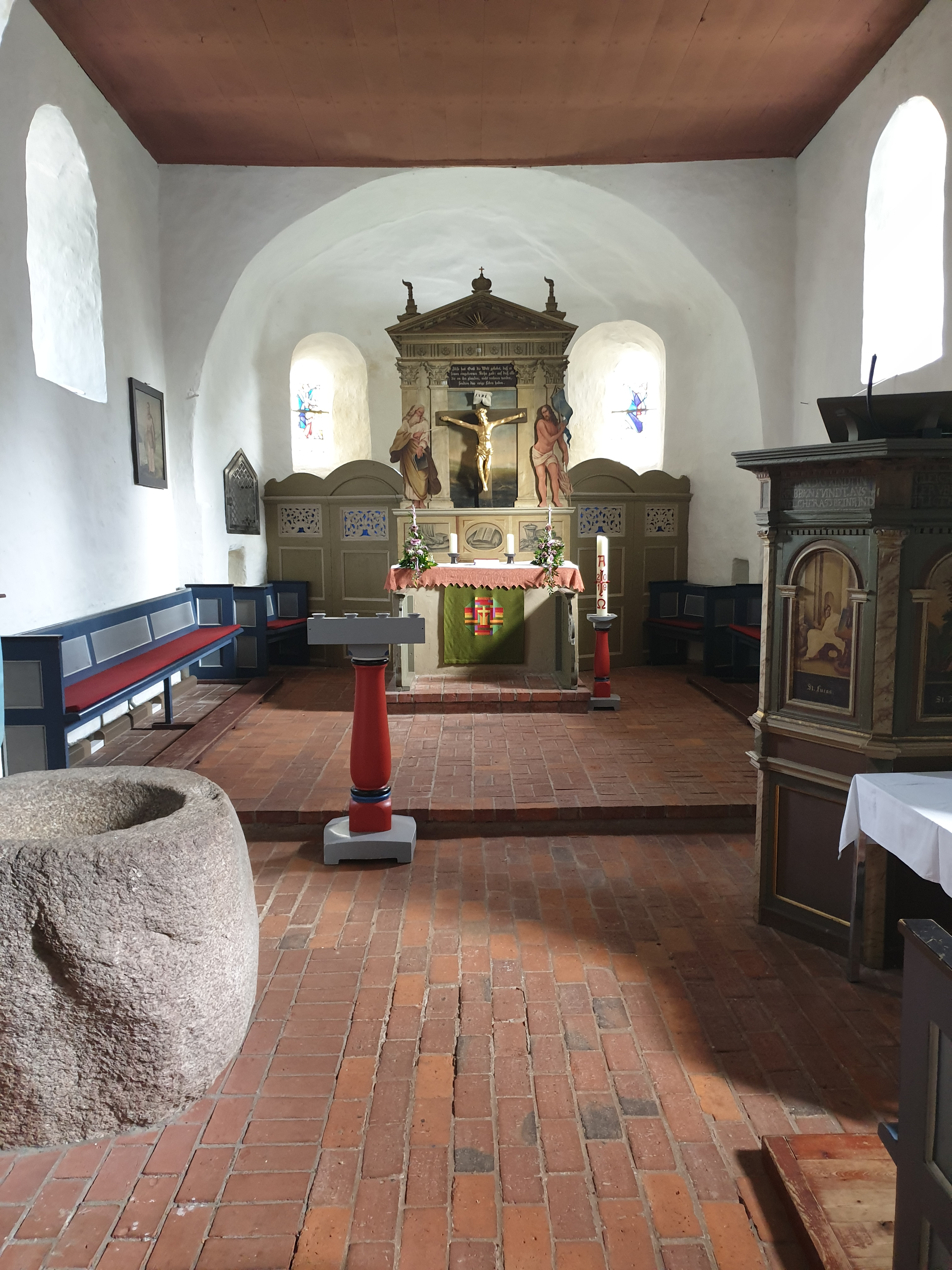
Interieur van deze kerk
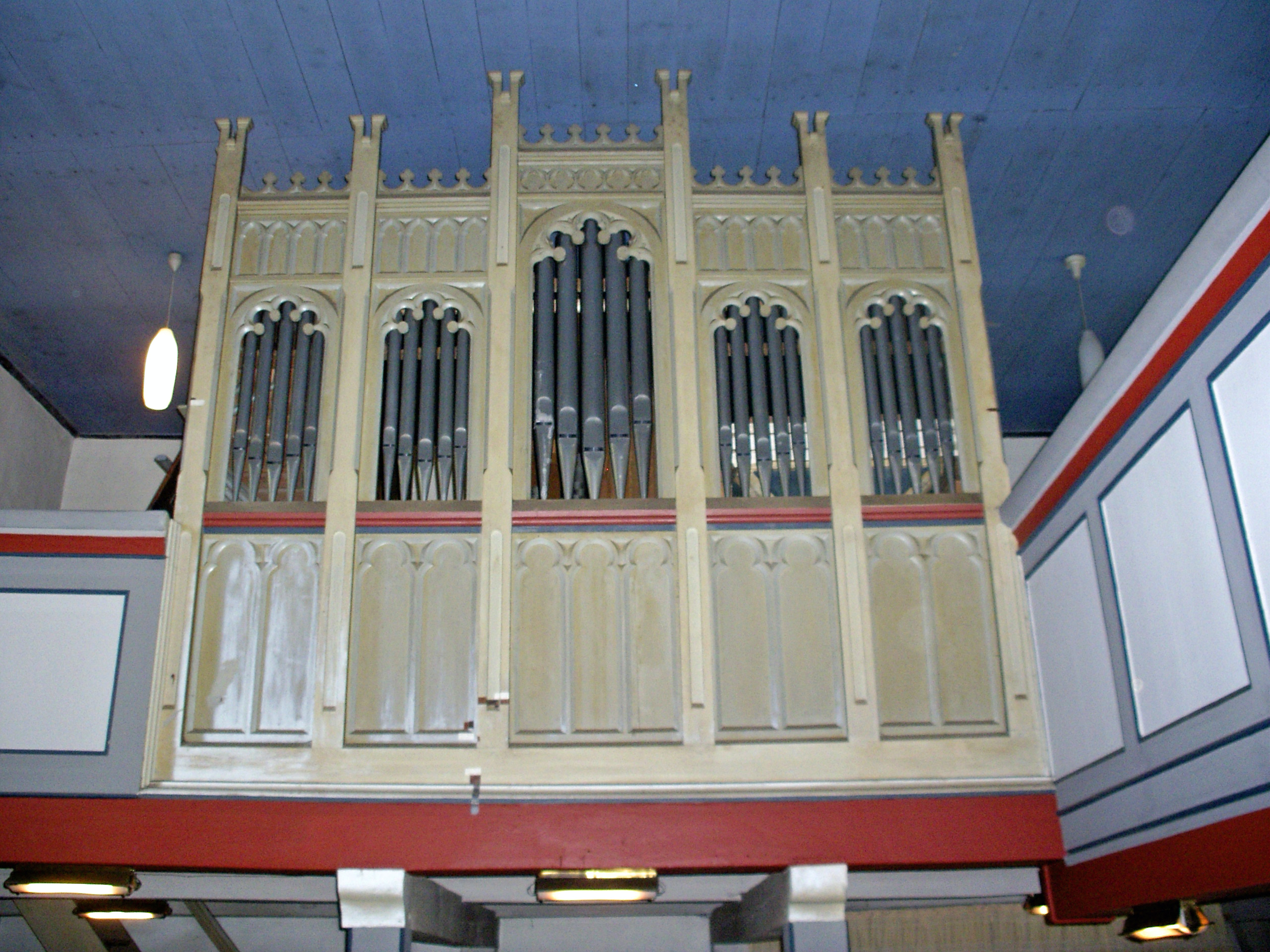
Orgel
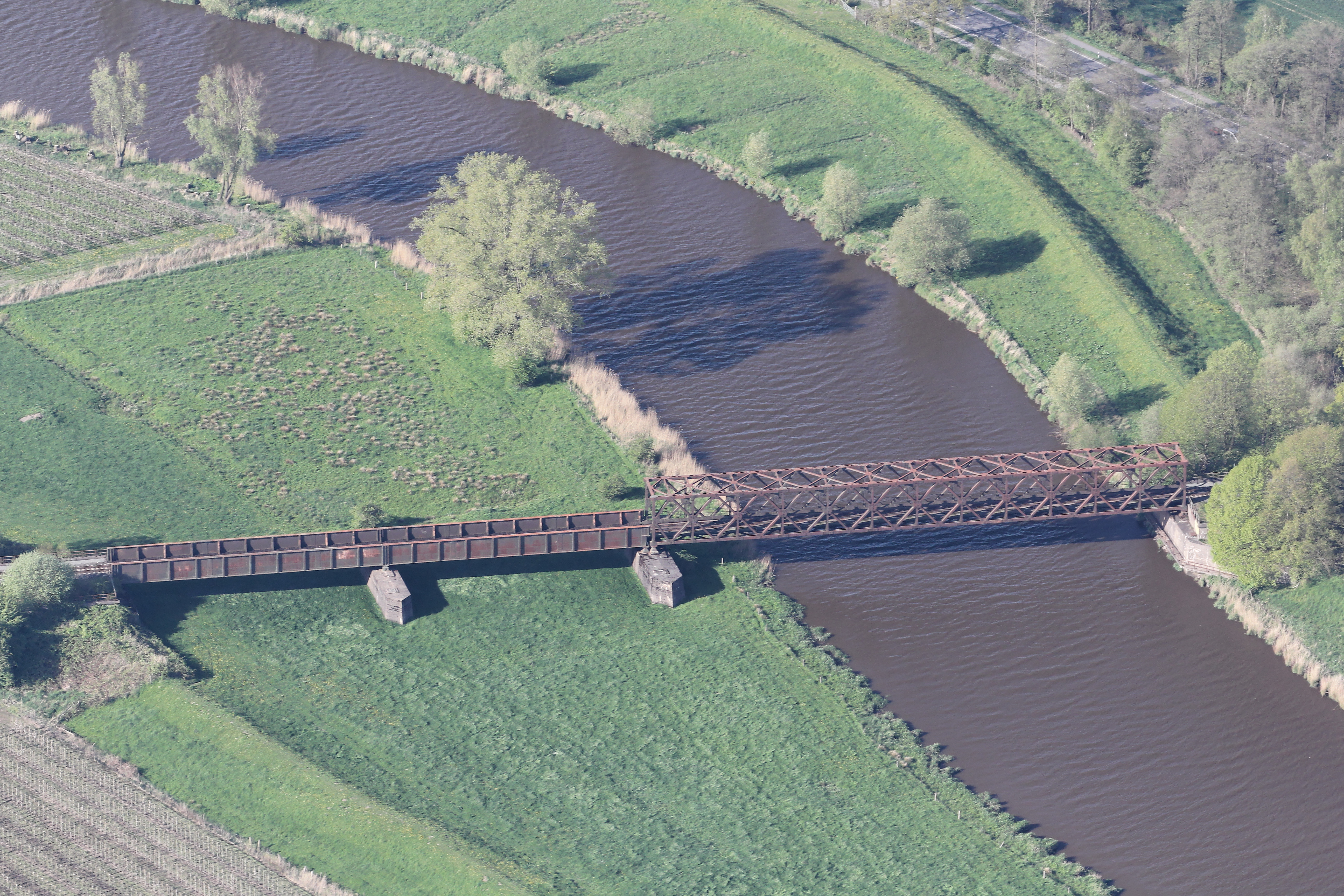
Spoorbrug over de Oste

Burweg heeft een uit circa 1200 stammend, bezienswaardig evangelisch-luthers dorpskerkje. Wellicht is het in die tijd door Hollandse kolonisten, die het moerasland waren komen ontginnen, gebouwd. Zie ook: Cope. Het orgel dateert van 1892, de overige kerkinventaris grotendeels uit de 17e en 18e eeuw.
Agathenburg · 
Ahlerstedt · 
Apensen · 
Balje · 
Bargstedt · 
Beckdorf · 
Bliedersdorf · 
Brest · 
Burweg · 
Buxtehude · 
Deinste · 
Dollern · 
Drochtersen · 
Düdenbüttel · 
Engelschoff · 
Estorf · 
Fredenbeck · 
Freiburg (Elbe) · 
Großenwörden · 
Grünendeich · 
Guderhandviertel · 
Hammah · 
Harsefeld · 
Heinbockel · 
Himmelpforten · 
Hollern-Twielenfleth · 
Horneburg · 
Jork · 
Kranenburg · 
Krummendeich · 
Kutenholz · 
Mittelnkirchen · 
Neuenkirchen · 
Nottensdorf · 
Oederquart · 
Oldendorf · 
Sauensiek · 
Stade · 
Steinkirchen · 
Wischhafen